# Лиувиллево число
Лиувиллево число — иррациональное число {\displaystyle x}, которое может быть приближено рациональными числами так, что для любого целого {\displaystyle n} существует бесконечно много пар целых {\displaystyle (p,q)} ({\displaystyle q>1}) таких, что:
{\displaystyle 0<\left|x-{\frac {p}{q}}\right|<{\frac {1}{q^{n}}}}.
Диофантово число — иррациональное число, которое таким образом представлено быть не может, то есть при приближении рациональным числом ошибка составляет не менее некоторой степени знаменателя:
{\displaystyle \exists C,\alpha >0\colon \quad \forall p\in \mathbb {Z} ,q\in \mathbb {N} \quad \left|x-{\frac {p}{q}}\right|\geqslant {\frac {C}{q^{\alpha }}}}.
По теореме Лиувилля о приближении алгебраических чисел, всякое алгебраическое иррациональное число является диофантовым. В частности, тем самым, любое лиувиллево число трансцендентно, что позволяет явно строить трансцендентные числа как суммы сверхбыстро сходящихся рядов рациональных чисел.
Диофантовы числа метрически типичны: их множество имеет полную меру Лебега. Лиувиллевы числа, напротив, типичны с топологической точки зрения: их множество остаточно.
Мера иррациональности чисел Лиувилля: {\displaystyle \mu (x)=+\infty }, кроме того, если мера иррациональности числа бесконечна, то оно лиувиллево (иногда это свойство принимается за определение чисел Лиувилля).
Классический пример лиувиллева числа — постоянная Лиувилля, определяемая как:
{\displaystyle \sum _{k=1}^{\infty }10^{-k!}=0{,}1100010000000000000000010000\ldots }